# Eledonidae
Eledonidae zijn een familie van weekdieren uit de klasse der Cephalopoda (inktvissen).

## Geslachten
- Eledone Leach, 1817

### Synoniemen
- Aphrodoctopus Roper & Mangold, 1991 => Eledone Leach, 1817